# Argens-Minervois
Argens-Minervois är en kommun i departementet Aude i regionen Occitanien  i södra Frankrike. Kommunen ligger i kantonen Lézignan-Corbières som ligger i arrondissementet Narbonne. År 2022 hade Argens-Minervois 375 invånare.

## Befolkningsutveckling
Antalet invånare i kommunen Argens-Minervois
Referens: INSEE